# Želvy Ninja (film)
Želvy Ninja (v anglickém originále Teenage Mutant Ninja Turtles) je americký akční film z roku 2014, založen na postavách Mirage Studios Želvách Ninja. Je to pátý film z filmové série Želvy Ninja. Režie se ujal Jonathan Liebesman a scénáře Josh Applebaum, André Nemec a Evan Daugherty. Ve snímku hrají hlavní role Megan Fox, Will Arnett, William Fichtner, Minae Noji, Whoopi Goldbergová, Abby Elliott a Tohoru Masamune a své hlasy propůjčili Johnny Knoxville, Alan Ritchson, Noel Fisher, Jeremy Howard a Tony Shalhoub.
Film měl premiéru v Mexico City 29. července 2016 a do kin byl oficiálně uveden 8. srpna 2016. Film získal pozitivní kritiku a vydělal přes 493 milionů dolarů a stal se tak nejvýdělečnějším filmem série. Film získal Zlatou malinu na 35. ročníku Zlaté maliny v kategorii nejhorší herečka ve vedlejší roli a také získal nominace v kategoriích nejhorší film, nejhorší prequel, nejhorší remake, nejhorší režisér a nejhorší scénář. Také získal nominaci na Kids' Choice Award v kategorii nejlepší film, nejlepší herec, nejlepší herečka. Sequel Želvy Ninja 2 měl premiéru 3. června 2016.

## Děj
V roce 2004 prováděli Dr. O'Neill a Eric Sacks výzkum na želvách a kryse. Vpravoval jim do krve mutagen (Látku která způsobuje mutaci) . Jeho dcera April O'Neillová želvy pojmenuje: Leonardo, Donnatelo, Raffael a Michelangelo. Kryse dá jméno Tříska. V laboratoři však vypukne požár, při kterém sice 8letá April zachrání želvy, ale její otec zemře.
V současnosti April pracuje pro kanál 6 jako reportérka a pracuje na další loupeži klanu Foot. Pozdě večer je nikým nepozorována svědkem loupeže klanu Foot. Ovšem jakýsi hrdina loupež překazí. Na místě najde pouze japonský znak. Druhý den April zjistí, že tento znak používali nindžové. Poté je při další loupeži zajata ale osvobozena. Tajně sleduje své zachránce, ale ti si jí všimnou a ona zjišťuje, že jsou to čtyři dvoumetrové želvy vyzbrojené japonskými zbraněmi. Zjišťuje, že umějí nindžicu a také že se jmenují: Leonardo, Donnatelo, Raffaelo a Michelangelo. Ta jména odněkud zná a zjišťuje, že se tak jmenovaly želvy, které byly testovacími vzorky v laboratoři v roce 2004.
Vyhodí jí z práce kvůli tomu, že jí nikdo nevěří, že viděla mluvící želvy. Přijde na návštěvu k Ericovi Sachsovi. Ten jí vysvětlí, že mutagen je schopen vyléčit téměř všechnu nemoc. Eric se dozví, že želvy požár přežily a hned po odchodu April informuje velitele klanu Foot Trhače o tom, že želvy žijí. Jakmile se to Trhač dozvídá, dá rozkaz klanu Foot chytit želvy. Želvy unesou April a Tříska jí vysvětlí, že Eric Sachs chtěl na New York vypustit toxid a pak ho zachránit. Její otec to však zjistil a zapálil laboratoř a zničil toxid. Eric ho však pak zastřelil.
V tu chvíli klan Foot napadne želvy a Trhač v kovovém obleku Třísku. Tříska po souboji padá polomrtvý k zemi a Trhač přemůže i želvy kromě Raffaela (toho zasypala zeď). Klan Foot želvy zajme a ve svém bunkru jim začne odčerpávat krev, ve které je mutagen.
Raffael, který se zvedá, ošetřuje Třísku a s April jde zachránit bratry. Po jejich vysvobození April omráčí Erica Sachse a želvy jdou bojovat s Trhačem. Nakonec se jim podaří ho porazit, zničit jeho  oblek a poslat ho do vězení. Tříska se uzdraví a příběh Končí.

## Obsazení

### Herecké role

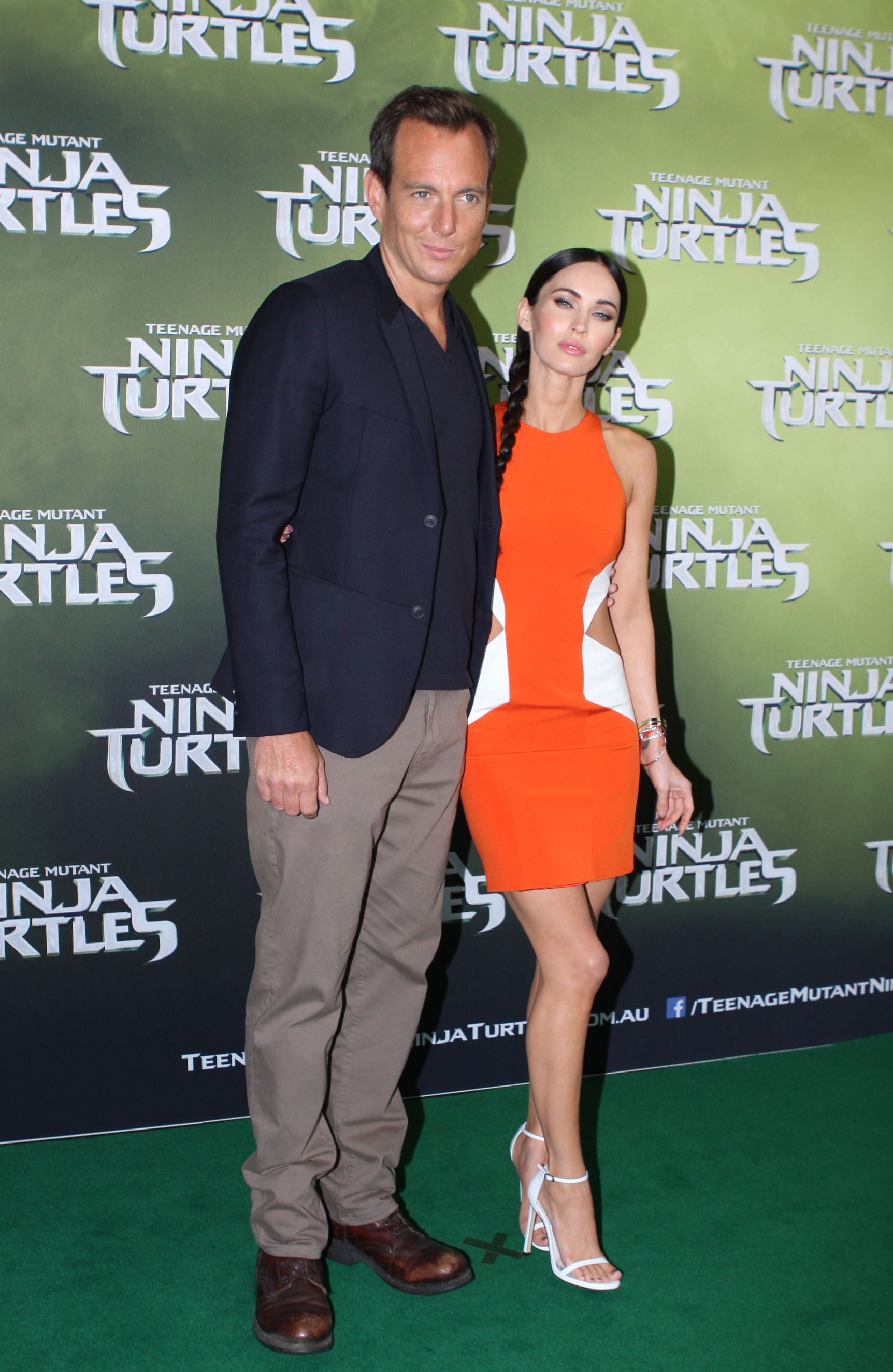
Will Arnett a Megan Fox na speciálním promítání filmu v Sydney

| Megan Fox          | April O'Neil        |
| Malina Weissman    | malá April O'Neil   |
| Will Arnett        | Vern Fenwick        |
| William Fichtner   | Eric Sacks          |
| Tohoru Masamune    | Oroku Saki          |
| Whoopi Goldbergová | Bernadette Thompson |
| Minae Noji         | Karai               |
| Abby Elliott       | Taylor              |
| Taran Killam       | McNaughton          |
| K. Todd Freeman    | Dr. Baxter Stockman |
| Paul Fitzgerald    | Dr. O'Neill         |
| Derek Mears        | Dojo ninja          |

### Hlasové role
| Pete Ploszek     | Leonardo        |
| Johnny Knoxville | Leonardo (hlas) |
| Alan Ritchson    | Raphael         |
| Noel Fisher      | Michelangelo    |
| Jeremy Howard    | Donatello       |
| Danny Woodburn   | Splinter        |
| Tony Shalhoub    | Splinter (hlas) |

## Přijetí
Film vydělal přes 191 milionů dolarů v Severní Americe a přes 302 milionů dolarů v ostatních oblastech, celkově tak vydělal přes 493 milionů dolarů po celém světě. Rozpočet filmu činil 125 milionů dolarů. Za první víkend docílil nejvyšší návštěvnosti, kdy vydělal 65,6 milionů dolarů. Na prvním žebříčku se udržel i druhý víkend, kdy vydělal 28,5 milionů dolarů. Třetí víkend se stal docílil druhé nejvyšší návštěvnosti, kdy vydělal 16,7 milionů dolarů. Na první místo se dostal film Strážci Galaxie.